# Arthur Frackenpohl
Arthur Frackenpohl (Irvington, 23 aprile 1924 – Pittsford, 8 giugno 2019) è stato un compositore statunitense, professore emerito alla Crane School of Music dell'Università statale di New York a Potsdam.

## Biografia
Si è diplomato alla Eastman School of Music (BA, Ma) della Università di Rochester nel 1947 e alla McGill University (DM).
Successivamente ha studiato al Berkshire Music Festival con Darius Milhaud nel 1948 e con Nadia Boulanger alla Ecoles d'Art Americaines a Fontainebleau nel 1950, dove gli fu assegnato il primo premio nella composizione.
Nel 1949 era diventato docente alla sua stessa scuola, la Crane School of Music dell'Università statale di New York a Potsdam.
Dal 1961 fino al suo ritiro è stato professore e coordinatore dei corsi di tastiera.
Nella sua carriera ha ricevuto diversi premi, come il SUNY Chancellor's Award per l'eccellenza nell'insegnamento e il premio della Fondazione Ford nel 1959-60 per il suo incarico di compositore-residente alle scuole pubbliche di Hempstead.
Ha pubblicato più di 250 brani, fra composizioni corali, strumentali e arrangiamenti, diverse registrazioni e un libro di testo, intitolato Armonizzazione al piano, che viene usato nelle classi di pianoforte in molti college degli Stati Uniti.
All'inizio della sua carriera ha scritto spesso per voce, componendo anche alcuni cicli di canzoni. Ha composto anche musica da camera per diverse formazioni, ma in particolare per gruppi di ottoni. Molto conosciuti i suoi arrangiamenti per il quintetto Canadian Brass.